# Renato Mocellini
Renato Mocellini (Varna, 2 aprile 1929 – Bressanone, 8 novembre 1985) è stato un bobbista italiano.

## Biografia
Ai Campionati italiani di bob del 1955 vinse la medaglia d'argento nel bob a quattro.
Vinse una medaglia d'argento ai VII Giochi olimpici invernali nel bob a quattro insieme con Eugenio Monti, Ulrico Girardi e Renzo Alverà, con un tempo di 5:12,10, classificandosi dietro alla Svizzera.
Durante i campionati mondiali:
- 1958, medaglia di bronzo nel bob a quattro con Marino Zardini, Alberto Righini e Massimo Bogana;
- 1963, medaglia d'oro nel bob a quattro con Romano Bonagura, Sergio Zardini e Ferruccio Dalla Torre.